# Arenateater

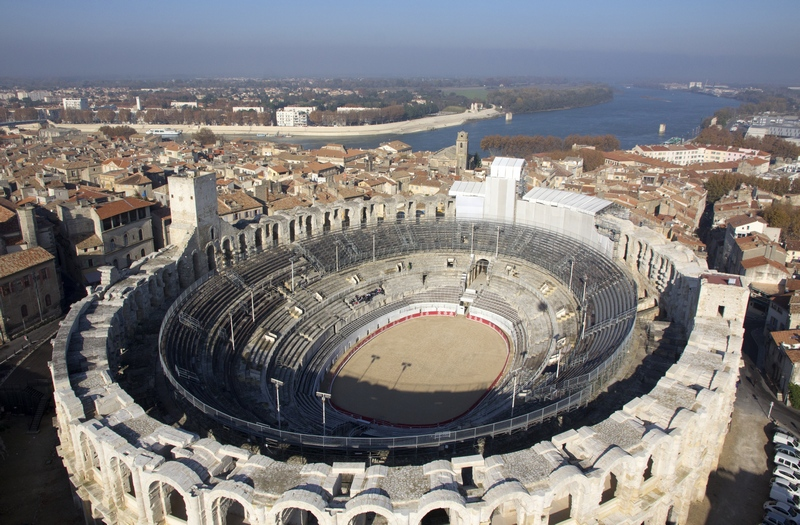
Amfiteatern i Arles, Frankrike är ett antikt exempel på en arenateater

Arenateater är en speciell form av teater och teaterlokal där publiken sitter runt scenen på tre eller fyra sidor med skådespelarna i mitten.
En arenateater kan antingen vara cirkusrund eller formad som en fyrkant eller trekant. På en helarena sitter åskådarna runt hela scenen, på en trekvartsarena respektive halvarena med olika utbredning på tre sidor. Man kan också arrangera i form av "tvärsöverarena" med publik på två sidor med scenen mellan sig eller en omvänd arenascen, där publiken sitter i mitten och aktörerna rör sig längs rummets väggar runt hela lokalen (ungefär som en simultanscen). 

## Historik
Arenateatern som form har funnits sedan urminnes tider. Den beskrivs ingående i den urtida indiske visdomsläraren Bharata Munis "heliga" bok Natya Shastra, som handlar om hur den rituella teatern och dansen (Bharata natyam) skulle utformas med en byggnad av måtten 64 x 32 alnar och rituella parningssymboliska ceremonier förknippade med placering och resning av takstolparna i stolphålen. Många andra gamla ritualspel (delvis till exempel japansk teater som No-teater etc) utspelas också på speciella scener med publik på olika platser omkring, helt eller delvis i arenateaterform. Likaså formades antikens grekiska och romerska amfiteatrar och cirkusar runt den centrala arenan, spelplatsen, med åskådare runt om. Ordet "arena" härstammar från latinets "harena", som betecknar den sand som ströddes över de romerska gladiatorspelplatserna för att absorbera blod etc. Formen kunde ofta användas mer oorganiserat för medeltida gatuteaterspektakel inom comedia del arte (liksom i våra dagars gatuteater och gatuunderhållning) och de elisabetanska teatrarna på Shakespeares tid följde mer eller mindre arenateaterformen. Därefter började den så kallade tittskåpsteaterns form nästan helt ersätta arenaformen i takt med att hovteater och bygget av teaterhus med tak alltmer tog över, där scen och publiksalong separerades från varandra, delvis sammanhängande med klassamhällets och det komfortabla salongslivets tydligare framväxt men också för att lättare kunna skapa scenografiska kulissmiljöer med mer koncentrerade tablåupplevelser. 

### Moderna arenateatersatsningar
Utöver cirkusbyggnaderna (som Hippodromen i Malmö och Cirkus i Stockholm) och cirkustälten med sina centrala maneger var det först i början av 1900-talet man började att experimentera med olika arenateaterformer. Inte minst på 1960-70-talen blev det bland experimentella teaterskapare och fria teatergrupper alltmer populärt att "bryta upp rummet" och integrera publiken på annorlunda sätt i föreställningarnas utformande, också med framväxten av nya vågor av gatuteater. Även bland institutionsteatrar började alltfler bygga särskilda black box-scener, där scen och publik flexibelt kan placeras var som helst från en produktion till en annan och dessa används numera ofta i såväl teater- som konsertsammanhang.

#### USA
I USA finns uppgifter om tidiga 1900-talsproduktioner vid universitet som Columbia University med Azubah Latham och Milton Smith år 1914 och Brigham Young University med T. Earl Pardoe år 1922. Pionjären Gilmore Brown experimenterade med olika spelformer och skapade 1924 Fair Oaks Playbox i Pasadena, Kalifornien. 1940 och 1947 skapades de första specialbyggda arenateatrarna i USA med The Glenn Hughes Penthouse Theatre vid University of Washington i Seattle respektive Margo Jones Theatre '47 i Dallas; den sistnämnda var den första professionella arenateatern i USA. Efter det har ett flertal amerikanska arenascener vuxit fram och kända amerikanska scenverk som Mitch Leighs musikal Mannen från La Mancha och Arthur Millers Efter syndafallet fick sina urpremiärer på arenateatrar.

#### Europa och Sverige
I Europa växte arenascener fram här och där senare under 1900-talet. I Sverige satte Per Simon Edström från 1950-talet upp arenaproduktioner på bland annat Hallwylska palatsets gård, på sina egna Arenateatern på Djurgården 1960-63 och länsteater Arena teaterbåten 1963-85. Han har länge varit den främste förespråkaren för flexibla teaterformer och arenateater i Sverige med sitt Arena Teaterinstitutet och bland annat boken Varför inte teaterlokaler för människor?, utgiven i samarbete med Dramatiska Institutet. Han menar att arenaformen också bidrar till att föra hela publiken närmare scenen med bättre möjligheter att se och intressera sig för skådespelet än på stora traditionella teatrar. Kompositören Lars Johan Werle experimenterade också med opera som arenateater med orkestern utspridd längs väggarna bakom publiken på Kungliga Teatern med Drömmen om Thérèse. I England har länge R.G. Gregory varit en drivande förespråkare för en mer "demokratisk teaterform" i form av arenateater på framför allt den egna spelplatsen i Devon med en blandning av amatörer och professionella medverkande.